# Jean Schneider (industriel)
Pour les autres membres de la famille, voir Famille Schneider.
Pour les articles homonymes, voir Jean Schneider et Schneider.
Jean Jules Marie Antoine Schneider, né à Paris le 28 août 1896 et mort à Saint-Prix (Saône-et-Loire) le 14 novembre 1944, est un militaire, aviateur et industriel français.

## Biographie

### Vie personnelle et familiale
Jean Schneider naît au 9 rue Vernet à Paris. Il est le deuxième fils d'Eugène II Schneider, après Henri-Paul (1895-1918, mort pour la France). Il a un frère cadet Charles (1898-1960) et une sœur cadette, Marie-Zélie (1902-1999), mère de François de Cossé-Brissac et d'Elvire de Brissac.

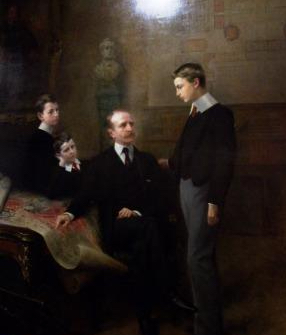
Portrait d'Eugène II Schneider et ses fils.

Son enfance se passe entre un père tyrannique et atrabilaire et une mère qui n'aime pas ses fils. Heureusement le trio des frères est inséparable et très liés à « Mme Henri » (Eudoxie Asselin, leur grand-tante et la seconde épouse d'Henri Schneider).
Il épouse, le 2 mars 1919 à Paris 7e, Françoise de Curel, fondatrice et présidente des Infirmières pilotes et secouristes de l'Air (IPSA), fille de Paul de Curel (frère de François de Curel) et de Brigitte de Pechpeyrou-Comminges de Guitaut (belle-sœur de Jérôme Ludovic de Solages), et petite-fille d'une de Wendel. Le couple n'aura pas d’enfant.

### Services militaires
En octobre 1914 il est reçu à Saint-Cyr, affecté au 21e régiment de dragons, suit les cours de l'École de Fontainebleau puis va au front avec le 36e RA. En octobre 1917, comme ses deux frères, il passe dans l'Aviation et est affecté à l'escadrille SPAD 49. Le 23 février 18, lors d'un combat aérien, son frère Henri-Paul est grièvement blessé et meurt quelques heures après. Dans le même combat, Jean, est lui aussi blessé mais réussit à poser son avion. Il est fait chevalier de la Légion d'honneur et termine la guerre le grade de lieutenant.
En 1939, à sa demande, il reprend un poste dans l'Aviation comme capitaine de réserve dans le Groupe de Chasse 2/33, piloté par Antoine de Saint-Exupéry. Il reçoit deux citations pour trois victoires aériennes. Le 23 mai 1940 sa patrouille participe à la protection du Bloch 174. Blessé et son avion en flammes, il parvient à s'éjecter en parachute.

### Carrière industrielle
Vers 1916, Schneider et Cie se voit confier la fabrication de 1000 moteurs d'avions militaires. Un projet de constructeur aéronautique prend alors forme à leur usine du Havre-Harfleur et, en 1918, la Participation Henri-Paul, Jean Schneider, une association de participation est créée. Elle sera vite transformée en Aviméta, administrée par Jean. 
De retour de la guerre en 1919, conformément aux statuts de Schneider et Cie, société en commandite par actions, les deux frères rescapés, Jean et Charles, sont nommés cogérants. Cependant, dès 1921, leur père Eugène II les place sous les ordres d'un directeur général avec une allocation mensuelle fixe. Ils n'assurent donc aucune responsabilité managériale et leur titre de cogérant est donc purement honorifique. Ils choisissent aussitôt de quitter la « Maison ». Au sein de la famille s’engage un conflit entre les deux fils, totalement isolés, et leur père qu’ils assignent à comparaître au Tribunal de Commerce. En mars 1932, après trois procès, la Haute Cour fait droit aux deux fils contre leur père. Ils ne revirent leur père qu’au lendemain du bombardement du Creusot le 17 octobre 1942, un mois avant sa mort.
En 1926, Aviméta cesse d'être le département aéronautique de Schneider pour devenir une société anonyme avec Jean à sa tête. Il côtoie Dieudonné Costes dans sa mission au Tchad. À la liquidation de la société, en 1929, Jean devient secrétaire général d'Air Union puis, en 1933, secrétaire général d'Air France.
En 1943, à Alger, comme inspecteur général d'Air France et sous la direction du général Giraud, il prend une part active à la préparation du Débarquement en Afrique du Nord.
En 1944, son frère Charles est seul gérant de Schneider mais met tout en œuvre pour que Jean partage avec lui les responsabilités du Groupe. Ce projet est brutalement stoppé par sa disparition.

### Mort
Le 14 novembre 1944, un avion militaire B-24 Liberator ramenant Jean et son épouse Françoise, d'Alger à destination de l'aéroport du Bourget, s'écrase sur une montagne en forêt à Saint-Prix (Saône et Loire), tuant tous les passagers.

## Distinctions
- Commandeur de la Légion d'honneur (arrêté du 2 septembre 1940)
- Croix de guerre 1914–1918 avec 3 citations, dont une à l'ordre de l'armée
- Croix de guerre 1939–1945
- Insigne des blessés militaires (une blessure le 19 juillet 1918)

## Mémoire

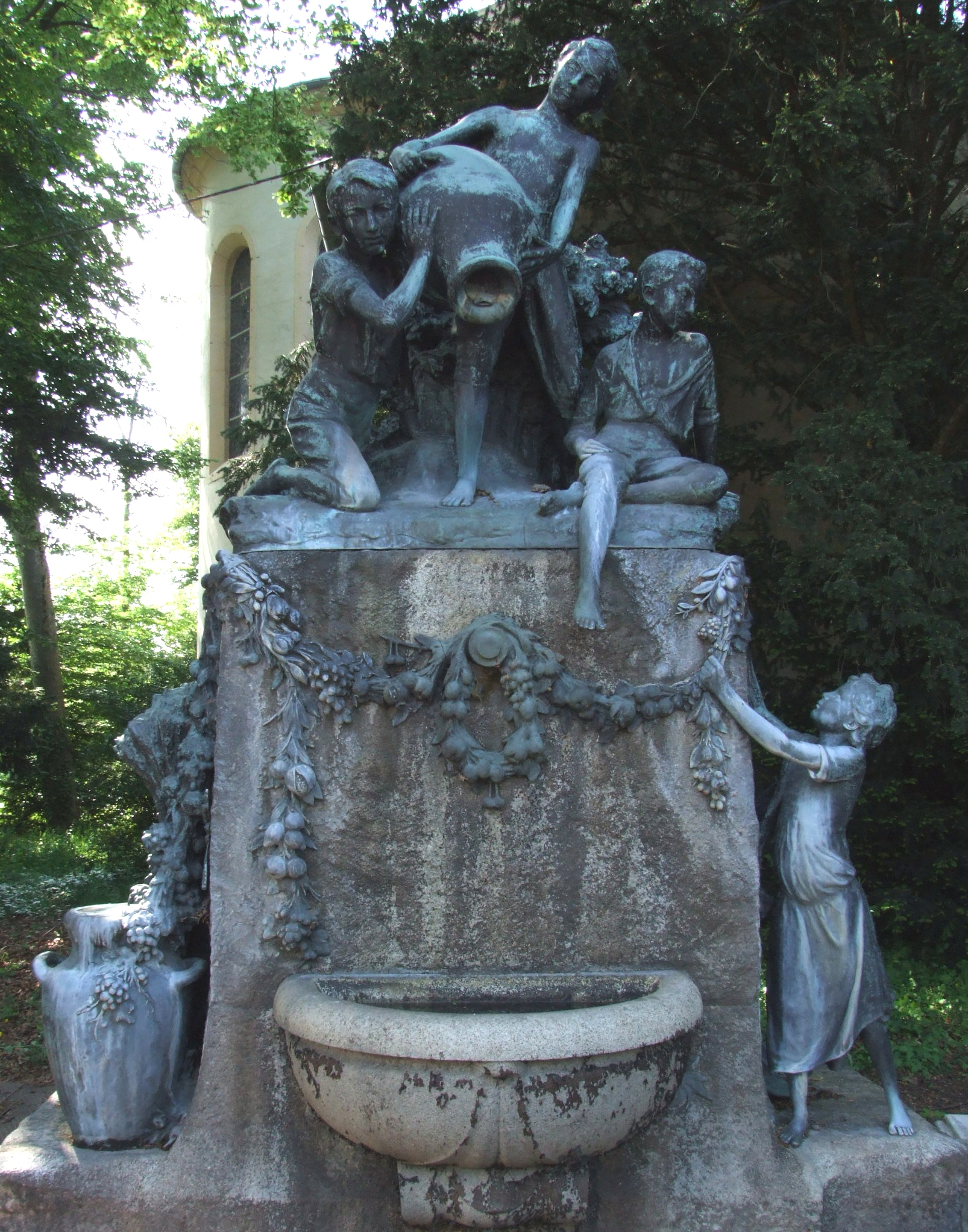
Le Creusot - Statue des enfants Schneider.

- Au Creusot : stèles commémoratives des cités Jean Schneider et Françoise Schneider, cités de quarante pavillons chacune inaugurées en 1948[5].
- Dans les bois de la commune de Saint-Prix : stèle commémorative de l'écrasement, le 14 novembre 1944, d'un avion B-24 Liberator de la Royal Air Force, qui tua sept personnes dont Jean Schneider, fils d'Eugène II Schneider, et son épouse Françoise.

## Sources
- Elvire de Brissac, Il était une fois les Schneider : 1871-1942, Paris, Grasset, 5 septembre 2007, 228 p. (ISBN 978-2-246-72531-2).
- Gilles Moreau, Alain Dessertenne, « Le massif du Haut-Folin et le dernier vol de Jean et Françoise Schneider », revue Images de Saône-et-Loire, no 201, mars 2020, pages 18-22.